# Dante XXI
Dante XXI es el décimo álbum de la agrupación brasileña Sepultura, publicado el 13 de marzo de 2006. Se trata de un álbum conceptual cuya temática gira alrededor de una de las obras más importantes de la literatura universal, La Divina Comedia de Dante Alighieri, dividido como el libro en tres partes: infierno, purgatorio y paraíso. El álbum se divide en cinco canciones en referencia al infierno, cinco para el purgatorio y sólo una instrumental para el paraíso.
El primer sencillo extraído del disco fue "Convicted in Life". Muchas de las críticas admiten que este es el mejor disco con el vocalista Derrick Green. Sin embargo, las ventas del trabajo no han sido las esperadas, vendiendo 120 000 copias en todo el mundo, siendo disco de oro en Brasil con más de 50 000 copias vendidas. El baterista Igor Cavalera se despidió de la banda después de la grabación de este álbum.

## Lista de canciones
1. Lost (Intro) – 0:59
2. Dark Wood of Error – 2:19
3. Convicted in Life – 3:09
4. City of Dis – 3:27
5. False – 3:34
6. Fighting On – 4:29
7. Limbo (Intro) – 0:44
8. Ostia – 3:07
9. Buried Words – 2:35
10. Nuclear Seven – 3:44
11. Repeating the Horror – 3:11
12. Eunoé (Intro) – 0:13
13. Crown and Miter – 2:12
14. Primium Mobile (Intro) – 0:29
15. Still Flame – 4:51
16. Screaming For Vengeance – 3:31 (cover de Judas Priest)